# Blepephaeus hiekei
Blepephaeus hiekei är en skalbaggsart som beskrevs av Stefan von Breuning 1974. Blepephaeus hiekei ingår i släktet Blepephaeus och familjen långhorningar. Inga underarter finns listade.